# Hassungared en Högaliden
Hassungared en Högaliden (Zweeds: Hassungared och Högaliden) is een småort in de gemeente Mölndal in het landschap Halland en de provincie Västra Götalands län in Zweden. Het småort heeft 100 inwoners (2005) en een oppervlakte van 20 hectare. Eigenlijk bestaat het småort uit twee plaatsen: Hassungared en Högaliden. Het småort wordt omringd door landbouwgrond en bos, ook grenst het direct aan een golfbaan. De stad Göteborg ligt zo'n tien kilometer ten noordwesten van Hassungared en Högaliden.